# Харківська гімназія № 6
Харківська гімназія № 6 «Маріїнська гімназія» — одна з найстаріших шкіл Харкова. Спеціалізується на вивченні англійської та інших іноземних мов.
Була заснована в 1860 році як жіноче училище, назване Маріїнським на честь російської імператриці Марії Олександрівни. 1869 року переїхало в теперішню будівлю. В радянські роки працювала як школа № 6. В 1943-1954 роках школа була жіночою. З 1956 ряд предметів у школі викладався англійською мовою. В 1991 році школа перетворена на гімназію № 6.

## Історія

Фотографія Маріїнської гімназії часів Російської імперії

### Російська імперія. Маріїнська гімназія
За наказом російського імператора Олександра II від 1856 року в губернських містах стали відкривати жіночі школи. 19 лютого 1858 року голова Дворянських зборів Харківської губернії В. В. Римський-Корсаков започаткував збір на створення в Харкові жіночого училища, зрештою зібравши 2525 рублів. Спочатку для училища було зняте приватне приміщення, і 16 серпня 1860 року почались навчання. 10 листопада 1860 року наказом імператора училище було названо Маріїнським на честь імператриці Марії Олександрівни.
5 вересня 1866 року гімназії передали "Бахтинський двір" - порожню на той час ділянку землі на теперішньому місці розташування гімназії, і до вересня 1869 року була споруджена будівля гімназії загальним коштом 59000 рублів. 6 вересня 1869 року в новій будівлі розпочались заняття. 21 жовтня 1869 року в Маріїнському училищі був запроваджений педагогічний курс. За новим положенням про жіночі гімназії, в 1870/1871 навчальному році училище перетворилось на 7-класну гімназію. У 1875/1876 навчальному році додали 8-й спеціальний клас. Щороку гімназію закінчували, в середньому, 32 учениці, більшість з яких ставали вчительками або керівницями навчальних закладів Харкова, Харківської губернії та інших губерній. Харківська Маріїнська гімназія існувала до 1919 року.

### Радянський Союз. Школа № 6
В 1919-1923 роках в будівлі гімназії розташовувались частини Червоної армії, потім приватні особи, дитячий садок, родини військових. Від 1923 року почала роботу школа № 6, організована об'єднанням невеличких шкіл при профспілках. Спочатку школа була 7-річною з російською мовою навчання, з 1932 школа стала українською, з 1934 - 10-річною.
Під час німецької окупації в школі розташовувались майстерні й німецький шпиталь. З 1 вересня 1943 року в школі відновили навчання. У той час школа була жіночою. В 1945-1951 роках при середній жіночій школі № 6 працював педагогічний клас, підготувавши за цей час 233 вчительки початкових класів. У 1954 році середня школа № 6 стала змішаною, після приєднання до неї чоловічої середньої школи № 58.
З другої чверті 1956 року за наказом Міністерства освіти УРСР ряд предметів у школі викладався англійською мовою. Англійська мова викладалась з першого класу.

### У незалежній Україні. Гімназія № 6

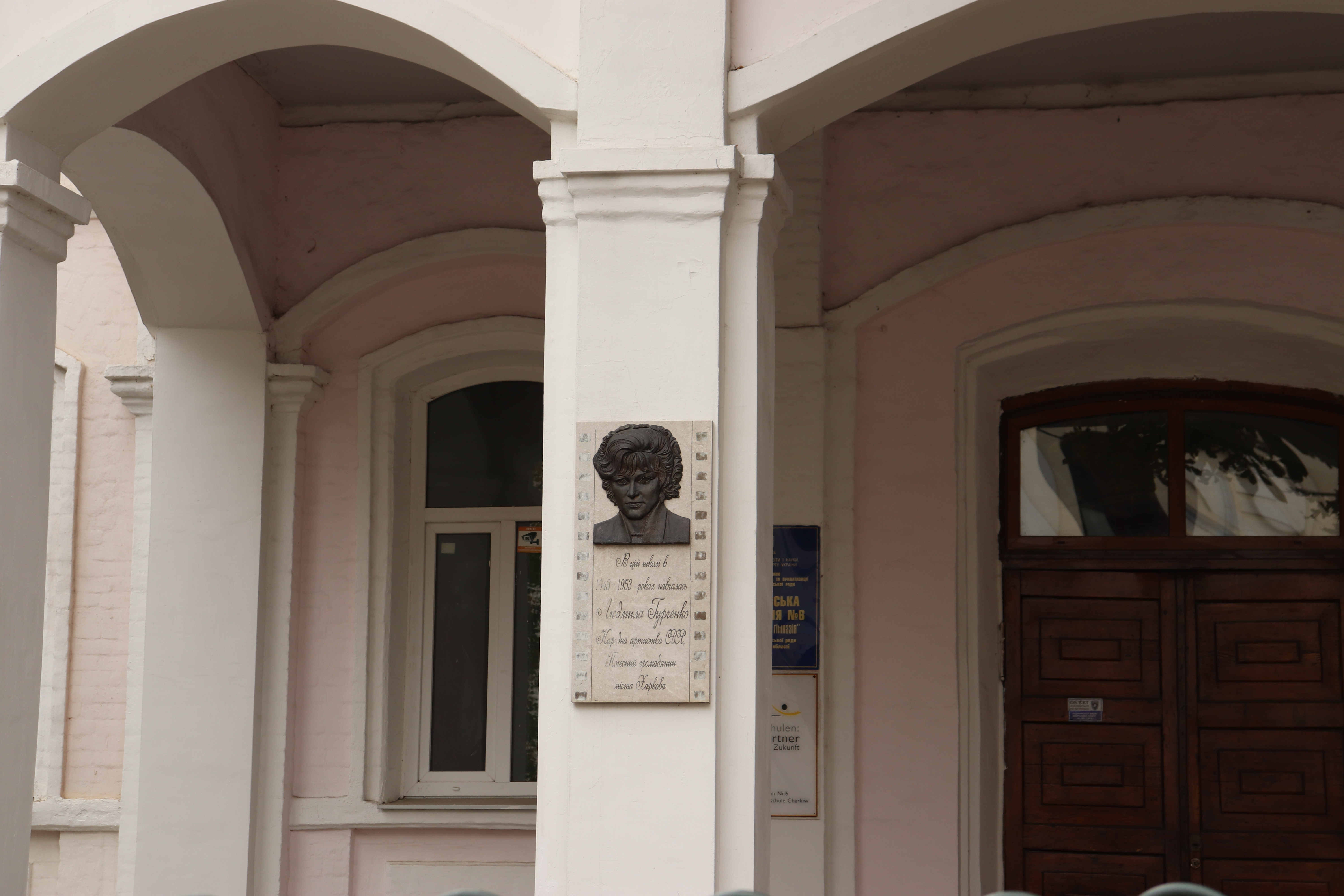
Меморіальна дошка на честь Людмили Гурченко

2 вересня 1991 року середня школа № 6 з поглибленим вивченням англійської мови реорганізована в українську гімназію № 6. З 2000 року в гімназії знову почали працювати жіночі класи.
У 2008 році гімназія перемогла в обласному конкурсі «Школа року», у 2008—2009 увійшла до десятки найкращих шкіл міста за результатами зовнішнього незалежного оцінювання, у 2009 нагороджена грамотою Харківського міського голови «Найкраща школа-2009». У 2012 році в гімназії відкрили меморіальну дошку на честь випускниці Людмили Гурченко. Станом на 2013 рік гімназія нараховувала 27 класів, 837 учнів і понад 80 учителів.

## Профілі навчання
Профіль навчання — іноземна філологія. Англійська мова поглиблено викладається з першого класу. У 3 класі вводиться друга іноземна мова: німецька або французька (за вибором), а з 8 класу вводиться третя іноземна мова: якщо друга німецька, то третя французька і навпаки. Іноземними мовами викладаються спецкурси та факультативи: польська, китайська, японська мови, а також основи ділового мовлення (англійська, німецька, французька), країнознавство (Велика Британія та США), готельне господарювання європейського стандарту, англійська література та література США, британський етикет, німецький мовний проєкт тощо.

## Відомі вчителі
- 1935—1938 роки — комсорг Вітков Захар Аронович.

## Видатні випускники
- Гурченко Людмила Марківна
- Журавльов Денис Володимирович